# IPad Air (第4世代)
2020年9月15日に発表されたiPad Air（アイパッドエア）は、Appleが開発、販売したタブレット型コンピュータで、iPad Airシリーズとしては第4世代にあたる機種である。

## 概要
2020年9月15日（米国時間）にiPad Airの第4世代として発表された。10月23日に発売。
TSMCによって業界初の5nmプロセスで製造されたA14 Bionicを初採用し高性能化した。ホームボタンを廃止したフルスクリーンディスプレイを採用し、Touch IDはトップボタン（電源ボタン）に内蔵されている。TrueDepthカメラを備えていないため、Face IDには対応していない。イヤホンジャックは廃止されている。第2世代のApple PencilとLogitech Crayonとその他サードパーティー製ペンシルに対応し、Smart Keyboard Folioに加えてMagic Keyboardも利用できる。ディスプレイは角を丸めたLiquid Retinaとなり、第3世代の10.5インチから10.9インチに大型化している。11インチiPad Proとよく似た形の筐体を採用しているが、ディスプレイはProMotionテクノロジーには対応していない。
iPad Airシリーズとしては初となるUSB-C (5Gbps)を採用している。
カラーバリエーションはシルバー、スペースグレイ、ローズゴールド、グリーン、スカイブルーの5色展開である。11インチiPad Pro（第2世代）と比較して、厚みが0.2mmだけ増えているものの、Wi-Fiモデルは10g、Wi-Fi + Cellularモデルは8g軽くなっている。USB-C充電ケーブル（1m）と、20W USB-C電源アダプタを同梱している。第3世代までは端末下部に2基のスピーカーが搭載されていたが、このモデルのスピーカーは本体側面の上部と下部には1基ずつ搭載されていて、従来の縦向きではなく、横向きに設置したときにステレオサウンドが楽しめるようになった。
Wi-Fi + CellularモデルのSIMカードは、nano-SIM（Apple SIM)、eSIMに対応している。

## iPadモデルの変遷
（横スクロールできる画像です）